# Nightmare Busters
Nightmare Busters est un jeu d'action de type run and gun en 2D développé par Arcade Zone en 1994 et édité par Super Fighter Team le 23 décembre 2013 sur Super Nintendo. Il s'agit d'un prototype annulé à l'époque après son développement et le premier jeu vidéo sorti officiellement en dehors du Japon sur Super Nintendo depuis 1998,.

## Synopsis
Le diabolique Tyrant a trouvé le moyen d'infiltrer le rêve des enfants et de les transformer en cauchemars.
Les deux frères jumeaux Flynn (violet) et Floyd (jaune) sont deux leprechauns chasseurs de cauchemars, qui ont pour mission de rétablir les rêves.

## Système de jeu
Le jeu comporte six niveaux dont un village, forêt, grotte et un château. Les protagonistes sont armés de cartes à jouer qu'ils peuvent lancer, ainsi que des attaques magiques. Il y a un mode deux joueurs coopératif. Le jeu été comparé à Contra 3.

## Informations supplémentaires
La sortie initiale du jeu, prévue en 1995 par l'éditeur Nichibutsu, avait été annulée pour des raisons économiques. Le jeu avait fait l'objet de revue dans Nintendo Power en 1995 et des cartouches prototypes ont circulé. En 2004, un portage du jeu pour téléphone portable est sorti sous le nom Flynn's Adventure.